# September and July
Pour plus de détails, voir Fiche technique et Distribution.
September and July (litt. « Septembre et Juillet »), également connu sous le titre September Says, est le premier long-métrage de l'actrice et réalisatrice franco-grecque Ariane Labed sorti en 2024. Il s'agit d'une adaptation du roman Sœurs de Daisy Johnson paru en 2020.
Il a été présenté au Festival de Cannes 2024 dans la section Un certain regard.

## Synopsis
September et July sont deux sœurs qui s'entendent très bien malgré leurs différences et leurs actions. September est très protectrice et se méfie de tout le monde tandis que July tente de s'ouvrir malgré ses tics et tombe amoureux. Leurs actions sont préoccupantes pour leur mère, Sheela, qui est photographe et célibataire et qui ne sait pas comment faire. Lorsque September est suspendue du lycée à la suite d'une altercation, July tente de se débrouiller toute seule et tente d'affirmer son indépendance, ce qui ne passe pas inaperçu pour sa sœur. À la suite d'une déclaration d'amour de July qui a mal tourné et d'une nouvelle altercation de September plus grave, les trois femmes décident de se réfugier dans une maison en Irlande. July voit ses liens avec sa sœur évoluer  d'une manière qu'elle ne peut contrôler et comprendre. S'ensuit ensuite une série de rencontres qui va mettre les trois femmes à rude épreuve.

## Fiche technique
- Titre français : September and July (stylisé September & July)[3]
- Titre original : September Says
- Réalisation : Ariane Labed
- Scénario : Ariane Labed d'après le roman Sœurs (Sisters) de Daisy Johnson[1]
- Direction artistique : Diarmuid Wolfe
- Costumes : Saileóg O'Halloran
- Photographie : Balthazar Lab
- Montage : Bettina Böhler
- Pays de production :  Royaume-Uni -  Irlande -  France -  Allemagne
- Langue originale : anglais
- Format : Couleurs
- Société de distribution : New Story (France)[3]
- Genre : drame
- Durée : 98 minutes
- Dates de sortie :
  - France : 21 mai 2024 (Festival de Cannes) ; 19 février 2025 (sortie nationale)[3]
- Film interdit aux moins de 12 ans avec avertissement lors de sa sortie en salles en France

## Distribution
- Mia Tharia : July
  - Amelia Valentina Pankhania : July jeune
- Pascale Kann : September
  - Sienna Rose Velikova : September jeune
- Rakhee Thakrar : Sheela
- Niamh Moriarty : Jennifer
- Levi O'Sullivan : Leo
- Charlie Reid : Brad
- Molly Nilsson : chanteuse dans le bar

## Distinctions

### Récompenses
- Festival du film britannique de Dinard 2024 : Hitchcock d'or
- Les Arcs Film Festival 2024 : Prix Universciné

### Sélection
- Festival de Cannes 2024 : section Un certain regard et en compétition pour la Caméra d'or